# Харрис, Дрю
Джереми Эндрю Харрис (англ. Jeremy Andrew Harris; род. 5 апреля 1965, Белфаст, Северная Ирландия) — ирландский полицейский и государственный служащий. С сентября 2018 года занимает пост комиссара полиции Ирландии (Garda Síochána), став первым в истории иностранным руководителем Гарды Шиханы.

## Биография
Родился 5 апреля 1965 года в Белфасте, Северная Ирландия. Вырос в городах Белфаст и Лисберн, в семье, тесно связанной с правоохранительными органами: его отец, Элвин Харрис, занимал должность старшего офицера в Королевской полиции Ольстера (RUC). В 1989 году Элвин Харрис погиб в результате взрыва бомбы, подложенной под его автомобиль, ответственность за который взяла на себя Временная Ирландская республиканская армия (ИРА).
Поступив на службу в RUC в 1983 году в возрасте 18 лет, Дрю Харрис начал свою карьеру в полиции, продолжившуюся в Полицейской службе Северной Ирландии (PSNI) после реорганизации правоохранительных органов в 2001 году).
В 1997 году Харрис получил степень бакалавра с отличием по политике и экономике в Открытом университете Великобритании. Уже в 2007 году завершил обучение в Кембриджском университете, получив степень магистра в области криминологии. В 2010 году Харрис прошёл обучение в Национальном исполнительном институте ФБР, предназначенном для старших руководителей правоохранительных органов.

## Комиссар Гарда Шихана
26 июня 2018 года министр юстиции и равенства Ирландии Чарли Фланаган объявил о назначении Дрю Харриса на должность комиссара полиции Ирландии (Garda Commissioner) сроком на пять лет. Это решение стало результатом международного конкурсного отбора, проведённого после отставки Нойрин О'Салливан в сентябре 2017 года на фоне серии коррупционных скандалов в Гарде Шихане. Харрис официально вступил в должность 3 сентября 2018 года, сменив исполнявшего обязанности комиссара Донала О'Куалэйна.
15 февраля 2022 года правительство одобрило предложение министр юстиции и равенства Ирландии Хелен МакЭнти о продлении срока полномочий Харриса до 1 июня 2025 года, когда он достигнет установленного законом пенсионного возраста — 60 лет. В 2025 году срок Дрю Харриса был увеличен на 3 месяца — до 1 сентября 2025 года.

### Протесты в Дублине (2023)
Подход Дрю Харриса к беспорядкам характеризуется стремлениями сбалансировать право на мирный протест с необходимостью обеспечения общественного порядка. Тем не менее, его подход к управлению протестами подвергался критике. В частности, в 2023 году, после беспорядков в Дублине, Харрис подвёргся обвинениям и за недостаточную, и за чрезмерную реакцию полиции. Также, в том же 2023 году, представители Ассоциации представителей Гарды (GRA) и Ассоциация сержантов и инспекторов Гарды (AGSI) выразили обеспокоенность по поводу ненадлежащей подготовки сотрудников Гарды Шиханы по мирному управлению толпой при работе с протестующими.
В июле 2023 года, в связи с беспорядками в Дублине и ненадлежащей работе правоохранительных органов, Ассоциация представителей полиции (GRA) выдвинула вотум недоверия Дрю Харрису. Около 11 тысяч бюллетеней были разосланы рядовым сотрудникам Гарды. По результатам голосования, 98,7 % опрошенных выступали за отставку комиссара и лишь 1,3 % — против .